# エベレスト (競走馬)
エベレスト (1945年3月23日 - 1974年8月) は、日本の競走馬。主な勝ち鞍は1949年の札幌記念。
引退後は繁殖牝馬として重賞勝ち馬のヨドサクラ、エドヒメ、チトセホープを出産。このほかの直系子孫にはオフサイドトラップ、スズパレード、ブルーコンコルド、キングズソードなどがいる。

## 主な牝系図
- Maid of Lune 1831 ---No.7-c始祖
  - （6代省略）
    - *アストニシメント 1902 ←---アストニシメント牝系に戻る
      - 第五アストニシメント 1913
        - デヤレスト 1928
          - フオーラン 1932
            - エベレスト 1945 ---↓改行

---↓エベレスト牝系
牝系図の主要な部分（太字はGI級競走優勝馬）は以下の通り。
- エベレスト 1945
  - ヨドサクラ 1954（京都盃、優駿牝馬2着）
    - タマクイン 1963
      - タマクインニセイ 1984
        - リュウトロフィ 1988
          - グリーンヒルレッド 1999
            - ワイドバッハ 2009（武蔵野S）

  - エドヒメ 1955（目黒記念・秋、優駿牝馬2着）
    - メヒヨー 1961
      - ノーヒメ 1970
        - イーストボーイ 1979（京成杯3歳S、京王杯スプリングH）

    - ハイポロー 1963
      - タイノブイミー 1967
        - ハイエド 1975
          - ハイゲイル 1981
            - サンディチェリー 1993（オグリキャップ記念）

  - ミスホウシュウ 1956
    - フェアブァイタル 1966（京都大障害・春）
    - エリモシャネル 1969
      - アヤノシャネル 1975
        - ホクセイシプレー 1988（阪急杯）

  - チトセホープ 1958（優駿牝馬）
    - ケーブルホープ 1965
      - スイシユン 1974
        - ラシヤール 1980
          - ヘイアンダーム 1987
            - サンライズフラッグ 1994（鳴尾記念）

    - ミヨトウコウ 1970
      - キリノトウコウ 1984（クリスタルC）
      - トウコウキャロル 1987
        - オフサイドトラップ 1991（天皇賞（秋）、新潟記念、七夕賞）
        - シアトルギャル 1996
          - ナンヨーリバー 2005（兵庫チャンピオンシップ）

    - マンジュデンミキコ 1975
      - マンジュデンカブト 1986（ブリーダーズゴールドC）

  - マツトミ 1959
    - マツセダン 1966（アルゼンチンJCC、福島大賞典、七夕賞）
    - スズキール 1967
      - スズボタン 1972
        - スズパレード 1981（宝塚記念、中山記念、オールカマー、ダービー卿チャレンジT、金杯、福島記念、ラジオたんぱ賞）

      - スズサフラン 1973（東京新聞杯）
        - スズマッハ 1981（エプソムC）

    - ヤマノミドリ 1968
      - リードガール 1973
        - タカノカチドキ 1977（京都4歳特別）
        - ハードエントリー 1980
          - ホリノウイナー 1987（東京新聞杯）
          - ハローキティー 1988
            - リボンストロベリー 1997
              - キングスベリー 2004
                - キングズガード 2011（プロキオンS）
                - キングズソード 2019（JBCクラシック、帝王賞）

  - ヤマユリ 1965
    - エビスベローチエ 1976
      - エビスファミリー 1992
        - ブルーコンコルド 2000（JBCスプリント、東京大賞典、マイルCS南部杯、かしわ記念ほか）
        - ジョウノファミリー 2006
          - マオリオ 2013
            - ビーアストニッシド 2019（スプリングS）

          - ライジングリーズン 2014（フェアリーS）

  - ナルタキブィミー 1966
    - ナルタキグロリー 1980
      - ヤシマローマン 1989
        - キクノアロー 2003（ダイオライト記念）

牝系図の出典：Galopp-Sieger

## 血統表
| エベレストの血統        | エベレストの血統                    | エベレストの血統                    | （血統表の出典）                    | （血統表の出典） |
| 父系                    | ザテトラーク系（ヘロド系）          | ザテトラーク系（ヘロド系）          | ザテトラーク系（ヘロド系）          |                  |
| 父 *セフト 1932 鹿毛    | 父の父Tetratema 1917 芦毛           | The Tetrarch                        | Roi Herode                          | Roi Herode       |
| 父 *セフト 1932 鹿毛    | 父の父Tetratema 1917 芦毛           | The Tetrarch                        | Vahren                              |                  |
| 父 *セフト 1932 鹿毛    | 父の父Tetratema 1917 芦毛           | Scotch Gift                         | Symington                           | Symington        |
| 父 *セフト 1932 鹿毛    | 父の父Tetratema 1917 芦毛           | Scotch Gift                         | Maund                               |                  |
| 父 *セフト 1932 鹿毛    | 父の母Voleuse 1920 鹿毛             | Volta                               | Valens                              | Valens           |
| 父 *セフト 1932 鹿毛    | 父の母Voleuse 1920 鹿毛             | Volta                               | Agnes Velasquez                     |                  |
| 父 *セフト 1932 鹿毛    | 父の母Voleuse 1920 鹿毛             | Sun Worship                         | Sundridge                           | Sundridge        |
| 父 *セフト 1932 鹿毛    | 父の母Voleuse 1920 鹿毛             | Sun Worship                         | Doctrine                            |                  |
| 母 フオーラン 1932 鹿毛 | 母の父*シアンモア 1924 黒鹿毛       | Buchan                              | Sunstar                             | Sunstar          |
| 母 フオーラン 1932 鹿毛 | 母の父*シアンモア 1924 黒鹿毛       | Buchan                              | Hamoaze                             |                  |
| 母 フオーラン 1932 鹿毛 | 母の父*シアンモア 1924 黒鹿毛       | Orlass                              | Orby                                | Orby             |
| 母 フオーラン 1932 鹿毛 | 母の父*シアンモア 1924 黒鹿毛       | Orlass                              | Simon Lass                          |                  |
| 母 フオーラン 1932 鹿毛 | 母の母デヤレスト 1928 鹿毛          | ラシデヤー                          | *ラシカツター                       | *ラシカツター    |
| 母 フオーラン 1932 鹿毛 | 母の母デヤレスト 1928 鹿毛          | ラシデヤー                          | *オーデヤレスト                     |                  |
| 母 フオーラン 1932 鹿毛 | 母の母デヤレスト 1928 鹿毛          | 第五アストニシメント                | *インタグリオー                     | *インタグリオー  |
| 母 フオーラン 1932 鹿毛 | 母の母デヤレスト 1928 鹿毛          | 第五アストニシメント                | *アストニシメント                   |                  |
| 母系(F-No.)             | アストニシメント(GB)系(FN:7-c)      | アストニシメント(GB)系(FN:7-c)      | アストニシメント(GB)系(FN:7-c)      | [ § 2 ]          |
| 5代内の近親交配         | Sundridge 4×5、Ayrshire 5×5（父内） | Sundridge 4×5、Ayrshire 5×5（父内） | Sundridge 4×5、Ayrshire 5×5（父内） | [ § 3 ]          |
| 出典                    | 1. 2. 3.                            | 1. 2. 3.                            | 1. 2. 3.                            | 1. 2. 3.         |

- 4代母アストニシメントは小岩井農場の基礎輸入牝馬の一頭。